# Scigress
FUJITSU Technical Computing Solution SCIGRESS（サイグレス）は分子軌道法、分子動力学法、量子化学計算、第一原理計算等に対応した計算化学プラットフォームである。

## 概要
低分子、高分子、結晶、アモルファスなど多岐にわたるモデリング機能や、分子軌道法、分子動力学法、密度汎関数法など様々な計算化学の手法を搭載している。

## 沿革
2008年に「SCIGRESS」という製品になるまでは「Scigress Explorer」と「Materials Explorer」の2つに分かれていた。

### Scigress Explorer発売まで
2000年4月 - 富士通がオックスフォードモレキュラーグループ（OMG）から「CAChe」を買収。
2006年3月 - CACheバージョン7を発売。
2007年3月 - CACheをベースに分子モデリングシステムの製品を一新し「Scigress Explorer」として発売。

### Materials Explorer発売まで
1992年5月 - 富士通が独自の分子動力学法ソフトウェアを組み込んだ材料設計支援システム「MASPHYC」を開発。
1998年10月 - WinMASPHYC発売。
2000年2月 - WinMASPHYC Pro発売。
2001年7月 - WinMASPHYC2.0発売。
2004年1月 - WinMASPHYCの後継製品「Materials Explorer」を発売。

### SCIGRESS発売から
2008年8月 - Scigress ExplorerとMaterials Explorerを統合し「SCIGRESS」として発売。
2019年 - 富士通から同子会社の富士通九州システムズに移管。
2020年6月 - SCIGRESS V3をリリース。
2021年4月 - 富士通九州システムズが富士通に統合。

## 過去の製品
- CAChe
- Scigress Explorer
- MASPHYC
- WinMASPHYC
- Materials Explorer